# شیطانی در لباس مبدل (هستی)
شیطانی در لباس مبدل (به انگلیسی: Devil in Disguise) نام ترانه ایست با صدای الویس پریسلی. این ترانه در تاریخ ۲۶ می ۱۹۶۳ در استدیو آر سی ای در نشویل ایالت تنسی ضبط شد.